# Zach Trotman
Zachary Ross "Zach" Trotman, född 26 augusti 1990, är en amerikansk före detta professionell ishockeyspelare. Han spelade på NHL-nivå för Boston Bruins och på lägre nivå för Providence Bruins i AHL.
Trotman draftades i sjunde rundan i 2010 års draft av Boston Bruins som 210:e spelare totalt.